# 彩北広域清掃組合
彩北広域清掃組合（さいほくこういきしげんくみあい）は、埼玉県行田市、鴻巣市が設立している一部事務組合。

## 概要
行田市と鴻巣市吹上地区におけるごみ焼却施設・最終処分場の運営を行っている。

## 沿革
組合施設建設経緯等より、主要なものを抜粋
- 1970年（昭和45年）3月24日 - 行田、吹上ごみ焼却場組合を設立。行田市（南河原地区を除く）と吹上町（現・鴻巣市吹上地区）で構成（1市1町）。
- 1984年（昭和59年）8月 - 「行田、吹上ごみ焼却場」運転開始（1988年4月、「小針クリーンセンター」に施設名変更）
- 1990年（平成2年）3月 - 行田、吹上清掃事業組合に名称変更。
- 1999年（平成11年）4月 - 羽生市・南河原村（現・行田市南河原地区）が加入（2市1町1村）、彩北広域清掃組合に名称変更。
- 2005年（平成17年）
  - 7月31日 - 羽生市が脱退（1市1町1村）。
  - 10月1日 - 吹上町が川里町と共に鴻巣市へ編入（2市1村）。
- 2006年（平成18年）1月1日 - 行田市が南河原村を編入（2市）。
- 2014年（平成26年）4月1日 - 次期新施設建設に向けて北本市が加入（3市）、鴻巣行田北本環境資源組合に名称変更。管理者が鴻巣市長となる。
- 2019年（令和元年）12月13日 - 次期新施設の建設計画を白紙化。
- 2020年（令和2年）4月1日 - 既存施設の運営に専念することとなったため、北本市が脱退（2市）。組合名を彩北広域清掃組合に、管理者を行田市長に戻す。

## 小針クリーンセンター
- 所在地 - 行田市大字小針字埜通854
- 1984年（昭和59年）8月1日竣工

小針クリーンセンター敷地内に古代蓮が自生しており、昭和35年に古代蓮自生地として市の天然記念物に指定されたが、枯死した。その後、昭和48年に焼却施設の造成工事中に掘り下げた土で行田蓮の種子が偶然発芽した。近隣に古代蓮の里が整備された。

## 今後について
小針クリーンセンターは老朽化が進んでおり、新施設を建設して、移行する方針である。前述のとおり、当組合に北本市が参加し『鴻巣行田北本環境資源組合』に改称した上で、鴻巣市郷地に新施設を建設し、鴻巣市の他地域及び北本市と共に利用することで協議していた。
しかし、2019年4月の行田市長選にて、「小針の隣接地での建設の方が費用削減に繋がる」と主張した新人の石井直彦が、郷地での建設推進の立場を採った現職の工藤正司を打ち破って当選。市長就任後、石井は公約通り小針での建設を検討するよう強く求めた。一方、鴻巣市長の原口和久は「（郷地での建設前提で土地調査等）既に高額費用を費やしており、他の候補地は考えられない」として意見が対立。2019年12月13日に白紙化が決定、北本市が離脱して「彩北広域清掃組合」に戻された。
- 行田市は小針隣接地での建設に向け、2021年3月に羽生市との間で新たに合意した。建設・運営は「行田羽生資源環境組合」を新設して協議に着手した[2]。
- 鴻巣市は郷地予定地での建設に向け、2021年9月に北本市及び比企郡吉見町との間で新たに合意した。建設・運営は「埼玉中部環境保全組合」[注釈 1]にて協議に着手した[3]。

よって、将来的には、それぞれ新施設へ移行して、現行施設解体を経て、当組合は役目を終えることになる。
なお、新施設建設を待たずして、一時期事実上の当組合の解散協議が行われていた。鴻巣行田北本環境資源組合による建設挫折に伴い、鴻巣市長が「（新施設が建設されない前提での）当組合への負担額が不公平である」として、見直し協議を提案したが、意見が平行線を辿り、鴻巣市長は2022年度末での離脱を宣言した。しかし、2022年7月の鴻巣市長選で現職の後継者が敗れ、8月に新人の並木正年が就任し再協議が行われると、両市は歩み寄り、負担額の見直しが行われて離脱が撤回され、当組合は当面存続されることとなった。